# Школа № 1569 «Созвездие»
Школа № 1569 «Созве́здие» (c 1976 по 1992 года - средняя общеобразовательная школа № 876, с 1992 по 1993 год школа № 1199 «Созвездие», с 1993 по 2005 год школа № 1624 «Созвездие») — гимназия ЮАО города Москвы.

## Основные события в истории гимназии
Построена и начала работу в 1976 году как средняя общеобразовательная школа № 876. В 1992 году изменила статус и получила новый номер как школа № 1199 в рамках реализации развивающей программы «Одарённый ребёнок». Тогда же по итогам голосования преподавателей и учеников получила название «Созвездие». В следующем году на базе школы № 1199 был создан учебно-воспитательный комплекс № 1624 «Созвездие», а в 1998 году он получил статус школы-лаборатории и переименован в среднюю общеобразовательную школу № 1624 с углублённым изучением английского языка. В ноябре 2005 года СОШ «Созвездие» получила статус гимназии и в следующем году была разделена на гимназию № 1569 и прогимназию № 1773; за обоими образовательными учреждениями было сохранено оригинальное название.
«Созвездие» — лауреат премии, присуждаемой лучшим инновационным школам России в рамках Приоритетного национального проекта «Образование», за 2006 и 2008 год. В 2007 году вошла в десятку победителей Всероссийского конкурса «Лучшая школа России-2007».

## Образовательный процесс
«Созвездие» было создано как школа для детей с высокими интеллектуальными и творческими способностями при поддержке Психологического института Российской академии образования и Департамента образования Москвы. Перед новой школой была поставлена задача способствовать обучению и развитию одарённых детей начиная с шестилетнего возраста.
В основу работы школы лёг междисциплинарный подход на основе программы «Одарённый ребёнок», разработанный сотрудниками Психологического института. Принцип программы заключается в предоставлении ребёнку возможности самому (с помощью педагогов и соучеников) познавать законы окружающего мира, постоянно воспроизводить процесс открытия и познания действительности от первого шага (формулирование вопроса) до доказательства и обоснования выводов. При обучении по программе «Одарённый ребёнок» стихийное мышление, характеризуемое поспешными эвристическими выводами, последовательно вытесняется принципами научного мышления — логического и критического. В результате дети демонстрируют опережающий уровень овладения вербальными, логическими и математическими навыками, большее стремление к знаниям и широкий кругозор.
Помимо широкой общеобразовательной подготовки, в «Созвездии» обеспечивается углублённое изучение иностранных языков — английского с первого класса и немецкого с седьмого класса. Хорошее владение иностранными языками позволяет ученикам участвовать в международных молодёжных проектах, таких, как «Гаагская международная молодёжная модель ООН». Преподавание английского языка в выпускных классах ведётся по зарубежным учебникам, позволяя ученикам сдавать международный Кембриджский экзамен. Гимназия также обеспечивает учащимся предпрофильную и профильную гуманитарно-филологическую и физико-математическую подготовку. В рамках дополнительного образования занятия с детьми продолжаются во внеурочное и каникулярное время.
На основе исследовательского материала, собранного в «Созвездии», защищены учёные степени. В новом тысячелетии гимназия «Созвездие» стала основной базой разработки и распространения системы междисциплинарного обучения. С 2008 года гимназия является ресурсным центром по теме «Создание образовательной среды для развития общей одарённости школьников». Курсы и семинары в гимназии посещают учителя и психологи из многих регионов России, осуществляется сотрудничество с учебными центрами Беларуси, Латвии, Азербайджана, США, Японии и Кореи.

## Педагогический состав
Директор гимназии — Ирина Юрьевна Фокина, Заслуженный учитель Российской Федерации, Отличник просвещения, лауреат премии Президента Российской Федерации в области образования; зам. директора по опытно-экспериментальной работе — ведущий научный сотрудник лаборатории психологии одарённости Психологического института Российской академии образования, автор дифференцированной междисциплинарной программы обучения «Одарённый ребенок», кандидат психологических наук Наталья Борисовна Шумакова.
Всего в гимназии работают четыре кандидата наук, ряд обладателей почётных званий «Заслуженный учитель Российской Федерации» и «Отличник народного просвещения». Коллектив школы стал лауреатом премии Президента Российской Федерации в области образования за 1998 год «За создание и внедрение междисциплинарной технологии поддержки и развития в обучении интеллектуальных и творческих способностей одаренных детей для общеобразовательных школ». Среди учителей гимназии — обладатели гранта Приоритетного национального проекта «Образование» Мария Анцупова (физика и астрономия), Дина Синдеева (химия), Лариса Либерова (русский язык и литература), Елена Райчева (русский язык и литература) и Ольга Емельянова (история), а учителя Лада Журавлева и Кира Челышева награждены медалью имени Януша Корчака за победы во Всероссийском конкурсе «Педагогические инновации-2009».

## Учащиеся
Учащиеся гимназии принимают участие в предметных олимпиадах для школьников на окружном, городском и всероссийском уровнях, в научных конференциях и конкурсах. Так, в 2009/10 учебном году в XV Московской городской междисциплинарной конференции старшеклассников приняли участие 28 учеников гимназии, из которых 10 стали победителями и лауреатами конференции, а в 2015 году учащийся гимназии стал победителем Всероссийской олимпиады по истории.
С 1999 по 2010 год школа, а затем гимназия подготовила около 50 медалистов. 96-100 % выпускников гимназии поступают в высшие учебные заведения.